# Joanna Szczerbic

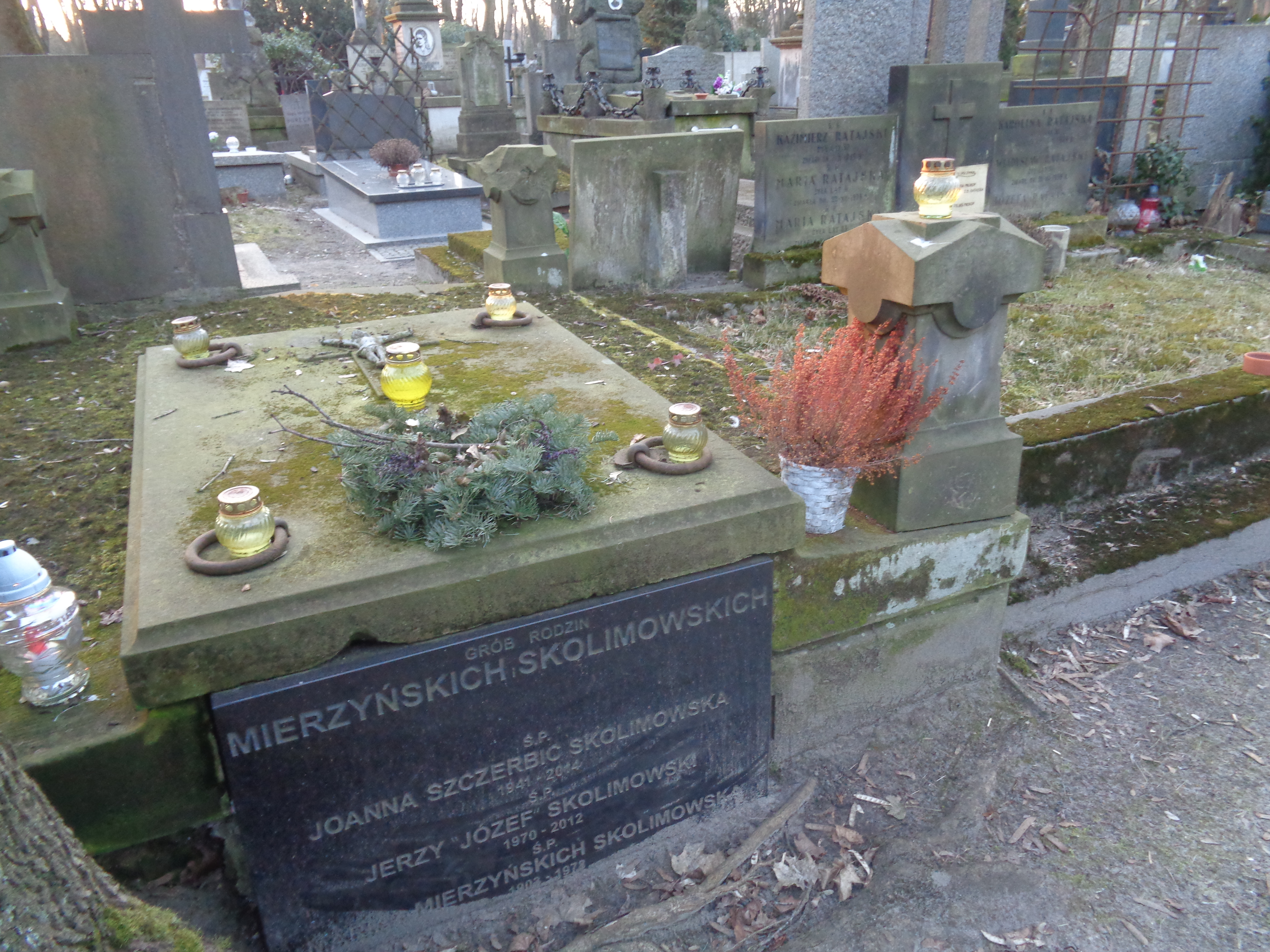
Nagrobek Joanny Szczerbic i Józefa Skolimowskiego na cmentarzu Powązkowskim

Joanna Szczerbic-Skolimowska (ur. 13 czerwca 1941 w Staszkowie, zm. 8 marca 2014 w Warszawie) – polska aktorka.

## Życiorys
W 1963 ukończyła studia na Wydziale Aktorskim w Państwowej Wyższej Szkole Filmowej, Telewizyjnej i Teatralnej im. Leona Schillera w Łodzi. W latach 60. była aktorką Teatru Powszechnego w Łodzi oraz Teatru Polskiego w Poznaniu. W 1964 zagrała swoją pierwszą główną rolę w filmie Sylwestra Chęcińskiego pt. Agnieszka 46. W następnym roku były główne role w filmach: Gorąca linia oraz Jutro Meksyk (1965), w którym zagrała u boku Zbigniewa Cybulskiego. Kolejne główne role zagrała już w filmach swojego męża (Jerzego Skolimowskiego); były to: Bariera (1966) i Ręce do góry (1967).
W 1969 roku, po tym, gdy komunistyczne władze nie dopuściły do premiery filmu Ręce do góry, wyjechała wraz z mężem z Polski. Do aktorstwa już nie powróciła. Pojawiła się jedynie w niewielkich rolach w dwóch zagranicznych filmach Skolimowskiego.

## Życie prywatne
Była żoną reżysera Jerzego Skolimowskiego. Matka reżyserów Michała Skolimowskiego i Józefa Skolimowskiego. Siostra Michała Szczerbica. 
Zmarła 8 marca 2014 w Warszawie, pogrzeb aktorki odbył się 17 marca 2014 na cmentarzu Powązkowskim w Warszawie.

## Filmografia
- Mansarda (1963) jako Joasia
- Agnieszka 46 (1964) jako Agnieszka Żwaniec
- Gorąca linia (1965) jako Małgosia Snap
- Jutro Meksyk (1965) jako Majka Plater
- Bariera (1966) jako tramwajarka
- Stajnia na Salvatorze (1967) jako Teresa, dziewczyna Michała
- Żywot Mateusza (1967) jako dziewczyna ze snu Mateusza
- Ręce do góry (1967) jako Alfa
- Dialog 20-40-60 (1968) jako Magda (w noweli pt. Dwudziestolatki)
- Wrzask (1978) jako sędzia meczu krykieta
- Najlepszą zemstą jest sukces (1984) jako Alicja Rodak